# Billy-lès-Chanceaux
Billy-lès-Chanceaux település Franciaországban, Côte-d’Or megyében. Lakosainak száma 68 fő (2022. január 1.). Billy-lès-Chanceaux Oigny, Poiseul-la-Grange, Poiseul-la-Ville-et-Laperrière, Chanceaux és Frôlois községekkel határos.

## Népesség
A település népességének változása:
| Lakosok száma | 117  | 71   | 76   | 83   | 65   | 58   | 61   | 68   | 69   | 68   |
|               | 1968 | 1982 | 1990 | 2006 | 2013 | 2015 | 2017 | 2019 | 2020 | 2022 |